# Арбуа
Арбуа (фр. Arbois) — коммуна в департаменте Юра в регионе Бургундия-Франш-Конте на востоке Франции.
Через город протекает река Куисанс, в которой есть несколько симпатичных улочек с древними домами.
Город сосредоточен на аркадной центральной площади, где можно попробовать местные вина.
Родина Луи Пастера.

## История
В качестве части герцогства Бургундского, Арбуа выдержал 7 осад, включая осаду Карлом I Амбуазским (в 1479 году, когда он был правителем региона Franche-Comté в период правления Людовика XI), Генриха IV (когда город держался 3 недели против превосходящих по численности 25 000 королевских воинов) и Людовика XIV.
Замок Арбуа был возведен в 1270 году. Некоторые части его сохранились, выдержав снос замка, выполненный по приказу Людовика XIV в 1678 году: отрезок стены с бойницами, три круглые башни и квадратная башня Глориетт (Gloriette).
В 1834 году, когда в Лионе была провозглашена республика, город присоединился к восстанию против правительства, которое быстро послало небольшое войска из гренадеров, кавалерии и артиллерии для его подавления.
В сентябре 1944 года американская дивизия, двигаясь вверх по Роне в направлении на Безансон и далее к Мозелю, освободила Arbois от немецкой оккупации.